# Patience (kaartspel)

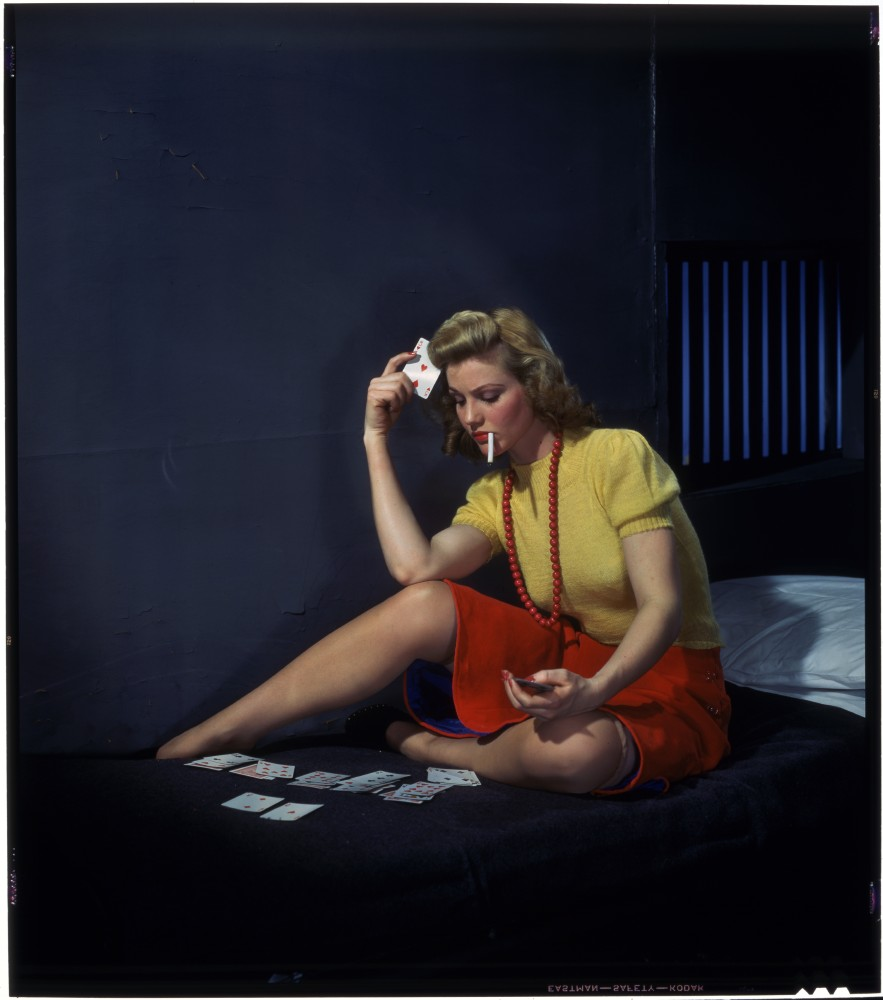
Woman in Cell, playing solitaire, ca. 1950 door Nickolas Muray.

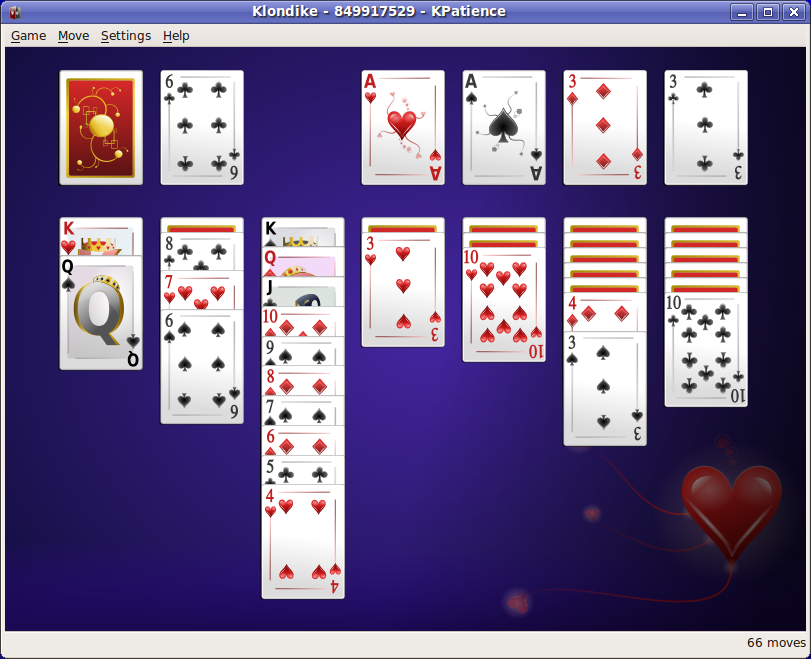
Klondike wordt als computerspel meegeleverd met Windows.

Patience is een spel, meestal met speelkaarten, voor één persoon. De naam "patience" komt uit het Frans en betekent "geduld", een verwijzing naar het feit dat de meeste spelen niet tot een goed einde worden gebracht.
In het Engels is het spel bekend onder de naam Patience (als op zijn Engels uitgesproken) of, met name in het Amerikaans-Engels, onder de naam Solitaire. "Solitaire" betekent "alleen", omdat er maar één speler is. In Zuid-Nederland en Vlaanderen wordt het ook wel "Mochelen" genoemd.
De speler schudt de kaarten en verlegt ze volgens bepaalde regels totdat de gewenste eindpositie is ontstaan.
Soms lukt dat, soms niet.
Sommige patiences zijn geluksspelen - het resultaat is alleen afhankelijk van de ligging van de kaarten.
Bij andere patiences zijn kunde en handigheid, soms ook geheugen voor de kaarten die al gespeeld zijn, nodig om het spel tot een goed einde te brengen.
Een van de bekendste patiences is Klondike. Dit spel wordt als computerspel meegeleverd met Windows. Sinds Windows 3.0 krijgt elke nieuwe Windows dit spel meegeleverd. Tegenwoordig worden ook vier andere patiences meegeleverd, namelijk Freecell, Spider Solitaire, Pyramid Solitaire en TriPeaks Solitaire. Ook op mobiele telefoons is Klondike te vinden, vaak onder de naam "Solitaire". Bovendien kunnen verschillende patiences op het internet worden gespeeld.

## Geschiedenis
Net als de oorsprong van kaartspellen is de herkomst van patience niet geheel bekend. Sommige geleerden denken dat dit soort spellen voornamelijk uit Frankrijk komt gezien de verwijzingen naar Franse literatuur in Engelse boeken als La Belle Lucie, Le Cadran, Le Loi Salique en La Nivernaise.
Napoleon zou al patience hebben gespeeld tijdens zijn verbanning, maar deze bewering wordt door onderzoek van Ross en Healey ontkracht. Enkele patiencespellen zijn wel naar hem vernoemd zoals Napoleon at St. Helena, Napoleon's Square, enz.
Volgens het Redbook Magazine was President Franklin D. Roosevelt fan van het patiencespel Spider.
- Gemeinsame Normdatei: 4044902-6
- Library of Congress Control Number: sh85124668
- Nationale Bibliotheek van Israël: 987007556072805171